# Herb gminy Jedlińsk
Herb gminy Jedlińsk – symbol gminy Jedlińsk.

## Wygląd i symbolika
Herb przedstawia na tarczy w polu błękitnym czerwonego raka. Jest to nawiązanie do historycznego symbolu miasta (choć, jak pisze Henryk Seroka, przypisywanie tego godła Jedlińskowi nie jest poparte żadnymi źródłami. Na zachowanej pieczęci miejskiej z 1568 roku widnieje bowiem majuskuła I) oraz do faktu, iż Jedlińsk zamieszkiwała znaczna ilość raków.